# Genoa Cricket and Football Club 1926-1927
Questa voce raccoglie le informazioni riguardanti il Genoa Cricket and Football Club nelle competizioni ufficiali della stagione 1926-1927.

## Stagione

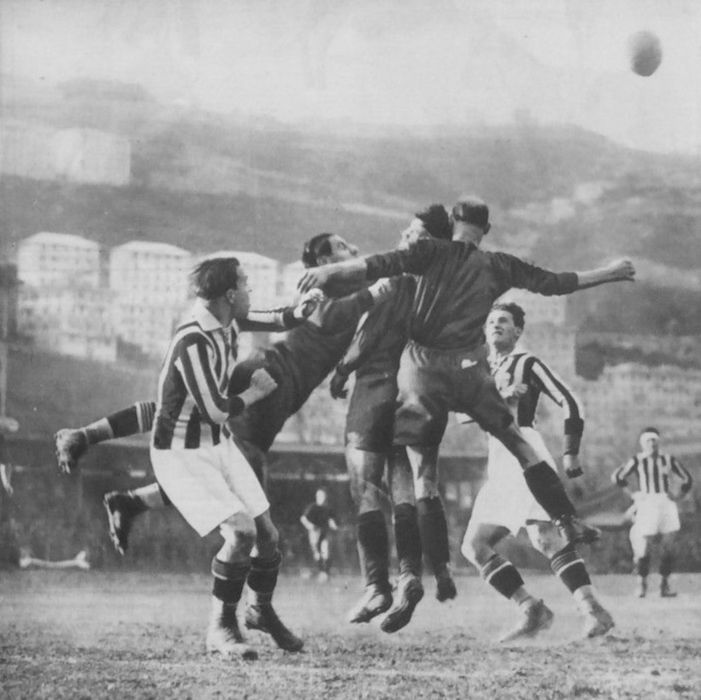
Gemsey e Romano II impegnano il portiere juventino Combi nella sfida di Marassi del 5 dicembre 1926

Nella Divisione Nazionale 1926-1927 il Genoa si è classificato al quarto posto nel girone finale.
In Coppa Italia si è fermato ai sedicesimi di finale a causa dell'interruzione del torneo.

## Divise
La maglia per le partite casalinghe presentava i colori attuali (anche se la dicitura ufficiale era rosso granato e blu) ma a differenza di oggi il blu era posizionato a destra.

## Organigramma societario
Area direttiva
- Presidente: Vincent Ardissone

Area tecnica
- Allenatore: William Garbutt

## Rosa
| N. |                   | Ruolo | Calciatore             |
| -- | ----------------- | ----- | ---------------------- |
|    | Italia (bandiera) | P     | Enrico Carzino         |
|    | Italia (bandiera) | P     | Giovanni De Prà        |
|    | Italia (bandiera) | D     | Ottavio Barbieri       |
|    | Italia (bandiera) | D     | Renzo De Vecchi        |
|    | Italia (bandiera) | D     | Umberto Lombardo       |
|    | Italia (bandiera) | D     | Daniele Moruzzi        |
|    | Italia (bandiera) | D     | Augusto Scappini II    |
|    | Italia (bandiera) | C     | Guido Aycard           |
|    | Italia (bandiera) | C     | Luigi Burlando         |
|    | Italia (bandiera) | C     | Luigi Ferro            |
|    | Italia (bandiera) | C     | Emilio Guidi Miglietta |
|    | Italia (bandiera) | C     | Giacomo Narizzano      |

| N. |                     | Ruolo | Calciatore               |
| -- | ------------------- | ----- | ------------------------ |
|    | Italia (bandiera)   | C     | Dario Pratoverde         |
|    | Italia (bandiera)   | C     | Félix Romano II          |
|    | Italia (bandiera)   | C     | Quinto Rosso             |
|    | Italia (bandiera)   | C     | Luigi Scappini I         |
|    | Italia (bandiera)   | C     | Dante Valentino          |
|    | Italia (bandiera)   | A     | Edoardo Catto            |
|    | Italia (bandiera)   | A     | Giovanni Gallotti        |
|    | Italia (bandiera)   | A     | Amato Gastaldi           |
|    | Ungheria (bandiera) | A     | Dezső Gencsy             |
|    | Italia (bandiera)   | A     | Virgilio Felice Levratto |
|    | Italia (bandiera)   | A     | Domenico Oliva           |

## Calciomercato
| Acquisti | Acquisti               | Acquisti         | Acquisti |
| R.       | Nome                   | da               | Modalità |
| -------- | ---------------------- | ---------------- | -------- |
| C        | Luigi Ferro            | Pro San Gottardo |          |
| A        | Giovanni Gallotti      | Spezia           |          |
| A        | Amato Gastaldi         | Genovese         |          |
| A        | Dezső Gencsy           | Derthona         |          |
| C        | Emilio Guidi Miglietta | Genoa II         |          |
| C        | Félix Romano           | Reggiana         |          |
| C        | Quinto Rosso           | Lazio            |          |
| D        | Augusto Scappini       | -                | libero   |
| C        | Dante Valentino        | Speranza         |          |

| Cessioni | Cessioni              | Cessioni  | Cessioni   |
| R.       | Nome                  | da        | Modalità   |
| -------- | --------------------- | --------- | ---------- |
| A        | Cesare Alberti        | -         | deceduto   |
| A        | Augusto Bergamino     | -         | ritirato   |
| C        | Luigi Boer            | -         | libero     |
| A        | Francesco Grassi      | Borsalino |            |
| A        | Gino Lamon I          | Treviso   |            |
| C        | Giovanni Puerari      | Fortitudo |            |
| A        | Aristodemo Santamaria | -         | ritirato   |
| A        | Stefano Santamaria    | -         | svincolato |

## Risultati

### Divisione Nazionale - girone A

#### Girone di andata
| Arbitro: | Trezzi (Milano) |

|                                      |           |             |
| Catto 5’, 60’ Rosso 48’ Levratto 83’ | Marcatori | 1’ Giuliani |

| Arbitro: | Germani (Padova) |

|              |           |              |
| Cipriani 18’ | Marcatori | 29’ Levratto |

| Arbitro: | Bonello (Venezia) |

|                                                         |           |                     |
| Levratto 4’ (rig.) Narizzano 51’ Gastaldi 57’ Rosso 83’ | Marcatori | 23’ Paulo Innocenti |

| Arbitro: | U.Gama (Milano) |

|                      |           |              |
| Mattea 12’ Zanni 59’ | Marcatori | 89’ Levratto |

| Arbitro: | Montessoro (Torino) |

|                 |           |               |
| Gencsy 47’, 68’ | Marcatori | 44’ Hallinger |

| Arbitro: | Osti (Ferrara) |

|                            |           |                  |
| Bernardini 38’ Powolny 56’ | Marcatori | 81’ Ot. Barbieri |

| Arbitro: | Enrietti (Torino) |

|                      |           |  |
| Catto 37’ Gencsy 39’ | Marcatori |  |

| Arbitro: | Bortoletti (Venezia) |

|                         |           |                               |
| Zanello 22’ Gardini 27’ | Marcatori | 40’ (rig.) Levratto 53’ Catto |

| Arbitro: | Turra (Padova) |

|            |           |                         |
| Romano 32’ | Marcatori | 13’ Munerati 29’ Hirzer |

#### Girone di ritorno
| Arbitro: | Osti (Ferrara) |

|              |           |  |
| Giuliani 70’ | Marcatori |  |

| Arbitro: | Sganzetta (Torino) |

|                 |           |  |
| Romano 12’, 80’ | Marcatori |  |

| Arbitro: | Gasparini (Dolo) |

|                                   |           |                               |
| Sallustro 26’ Kreutzer 35’ (rig.) | Marcatori | 7’, 58’ Gastaldi 55’ Levratto |

| Arbitro: | A.Gama Sr. (Milano) |

|                                                  |           |  |
| Levratto 59’ (rig.), 84’ Gastaldi 68’ Romano 87’ | Marcatori |  |

| Arbitro: | Bellandi (Milano) |

|               |           |              |
| Hallinger 41’ | Marcatori | 70’ Levratto |

| Arbitro: | Scarpi (Dolo) |

|                                           |           |  |
| Aycard 29’, 52’ Gastaldi 31’ Levratto 71’ | Marcatori |  |

| Arbitro: | Carraro (Padova) |

|              |           |                                           |
| Galluzzi 39’ | Marcatori | 38’ Aycard 41’ (aut.) Mattei 85’ Levratto |

| Arbitro: | Turbiani (Ferrara) |

|                                     |           |  |
| Catto 6’ Valentino 70’ Levratto 75’ | Marcatori |  |

| Torino 20 marzo 1927 18ª giornata | Juventus         | 0 – 0 | Genoa | Stadio di Corso Marsiglia\| Arbitro: \| Caironi (Milano) \| |
| Arbitro:                          | Caironi (Milano) |       |       |                                                             |

#### Girone finale
| Arbitro: | Mattea (Casale) |

|                    |           |  |
| Borgato 26’ (aut.) | Marcatori |  |

| Arbitro: | Turbiani (Ferrara) |

|                                        |           |              |
| Baloncieri 9’ Libonatti 20’ Pretti 50’ | Marcatori | 85’ Levratto |

| Arbitro: | Montessoro (Torino) |

|                                             |           |                          |
| C. Cevenini 26’, 73’ Barzan 28’ Savelli 89’ | Marcatori | 65’ Aycard 79’ Valentino |

| Arbitro: | Sani (Ferrara) |

|                                                    |           |  |
| Pastore 5’, 86’, 78’ Munerati 18’, 22’ Ferrero 80’ | Marcatori |  |

| Arbitro: | Barlassina (Novara) |

|              |           |             |
| Levratto 36’ | Marcatori | 68’ Powolny |

| Arbitro: | Asei Conte (Vercelli) |

|              |           |  |
| Martelli 59’ | Marcatori |  |

| Arbitro: | Caironi (Milano) |

|                                    |           |               |
| Gastaldi 33’ Rosso 64’ Moruzzi 84’ | Marcatori | 48’ Colombari |

| Arbitro: | Turbiani (Ferrara) |

|                                 |           |  |
| Moruzzi 55’ (rig.) Levratto 65’ | Marcatori |  |

| Arbitro: | A.Gama (Milano) |

|                          |           |                                     |
| Moruzzi 9’ Valentino 29’ | Marcatori | 14’ Rosetta 38’ Hirzer 63’ Torriani |

| Arbitro: | Malagodi (Ferrara) |

|                       |           |                               |
| Conti 35’ Rivolta 79’ | Marcatori | 31’, 86’ Levratto 49’ Moruzzi |

### Coppa Italia
| Mantova 6 gennaio 1927                                                | Mantova   | 1 – 3                   | Genoa | CAmmpo Ippodromo Te |
| \| \| \| \| \| Agostinelli \| Marcatori \| Levratto Burlando Rosso \| |           |                         |       |                     |
|                                                                       |           |                         |       |                     |
| Agostinelli                                                           | Marcatori | Levratto Burlando Rosso |       |                     |

| Genova 27 febbraio 1927                                                              | Genoa     | 4 – 2               | Inter | Campo di Via del Piano |
| \| \| \| \| \| Gastaldi Levratto Catto Aycard \| Marcatori \| Powolny Castellazzi \| |           |                     |       |                        |
|                                                                                      |           |                     |       |                        |
| Gastaldi Levratto Catto Aycard                                                       | Marcatori | Powolny Castellazzi |       |                        |

| Arbitro: | Rovida (Milano) |

|             |           |              |
| Borsani 71’ | Marcatori | 65’ Burlando |

## Statistiche

### Statistiche di squadra
| Competizione        | Punti | In casa | In casa | In casa | In casa | In casa | In casa | In trasferta | In trasferta | In trasferta | In trasferta | In trasferta | In trasferta | Totale | Totale | Totale | Totale | Totale | Totale | DR  |
| Competizione        | Punti | G       | V       | N       | P       | Gf      | Gs      | G            | V            | N            | P            | Gf           | Gs           | G      | V      | N      | P      | Gf     | Gs     | DR  |
| ------------------- | ----- | ------- | ------- | ------- | ------- | ------- | ------- | ------------ | ------------ | ------------ | ------------ | ------------ | ------------ | ------ | ------ | ------ | ------ | ------ | ------ | --- |
| Divisione Nazionale | 33    | 14      | 11      | 1       | 2       | 35      | 10      | 14           | 3            | 3            | 7            | 17           | 26           | 28     | 14     | 5      | 9      | 52     | 36     | +16 |
| Coppa Italia        | 5     | 1       | 1       | 0       | 0       | 4       | 2       | 2            | 1            | 0            | 4            | 2            | 3            | 3      | 2      | 1      | 0      | 8      | 4      | +4  |
| Totale              | 38    | 15      | 12      | 1       | 2       | 39      | 12      | 16           | 3            | 3            | 11           | 19           | 29           | 31     | 16     | 6      | 9      | 60     | 40     | +20 |

### Statistiche dei giocatori
| Giocatore          | Prima Divisione | Prima Divisione | Coppa Italia | Coppa Italia | Totale   | Totale |
| Giocatore          | Presenze        | Reti            | Presenze     | Reti         | Presenze | Reti   |
| ------------------ | --------------- | --------------- | ------------ | ------------ | -------- | ------ |
| G. Aycard          | 11              | 4               | 2            | 1            | 13       | 5      |
| O. Barbieri        | 25              | 1               | 2            | 0            | 27       | 1      |
| L. Burlando        | 25              | 0               | 0            | 0            | 25       | 0      |
| E. Carzino         | 3               | 0               | 2            | 0            | 5        | 0      |
| E. Catto           | 23              | 5               | 2            | 1            | 25       | 6      |
| G. De Prà          | 25              | 0               | 1            | 0            | 26       | 0      |
| R. De Vecchi       | 24              | 0               | 2            | 0            | 26       | 0      |
| L. Ferro           | 2               | 0               | 0            | 0            | 2        | 0      |
| G. Gallotti        | 1               | 0               | 0            | 0            | 1        | 0      |
| A. Gastaldi        | 17              | 4               | 1            | 0            | 18       | 4      |
| D. Gencsy          | 9               | 3               | 0            | 0            | 9        | 3      |
| E. Guidi Miglietta | 1               | 0               | 0            | 0            | 1        | 0      |
| V. Levratto        | 27              | 17              | 3            | 1            | 30       | 18     |
| U. Lombardo        | 25              | 0               | 0            | 0            | 25       | 0      |
| D. Moruzzi         | 11              | 4               | 1            | 0            | 12       | 4      |
| G. Narizzano       | 5               | 1               | 0            | 0            | 5        | 1      |
| D. Oliva           | 0               | 0               | 1            | 0            | 1        | 0      |
| D. Pratoverde      | 2               | 0               | 1            | 0            | 3        | 0      |
| F. Romano          | 14              | 4               | 2            | 0            | 16       | 4      |
| Q. Rosso           | 22              | 3               | 2            | 2            | 24       | 5      |
| A. Scappini II     | 2               | 0               | 3            | 0            | 5        | 0      |
| L. Scappini I      | 21              | 0               | 1            | 0            | 22       | 0      |
| D. Valentino       | 17              | 3               | 0            | 0            | 17       | 3      |